# Punctum pygmaeum
Punctum pygmaeum е вид изключително малък сухоземен охлюв от семейство Punctidae.

## Разпространение и местообитание
Видът е разпространен в почти цяла Европа, Централна и Западна Азия. Широко разпространен е в България като се среща във всичките природогеографски райони на надморска височина до 1500 метра. В Швейцария се среща при надморска височина до 2500 метра. Местообитанията му са свързани основно с гори. Привързан е еднакво добре към кисели и варовикови почви въпреки че вторите са предпочитани. Среща се и в открити местообитания. Основно охлювчетата се откриват във влажни сенчести места под паднали листа, клони или камъчета. В местообитанията с по-сух климат се придържа към места богати на лишеи и мъхове, както и стари изоставени сгради.

## Описание
Видът е изключително малък и е един от най-малките съвременни мекотели. Черупката е бляскаво кафява с плавни спирални извивки достигащи до 3,5 оборота. Отворът представлява около 25% от диаметъра и. Разремите и при възрастен екземпляр са 1,2 – 1,6 × 0,6 – 0,8 mm.

## Размножаване
Представителите са хермафродитни, но винаги чифтосването е кръстосано. Снасят от 1 до 16 яйца като при снасянето на едно яйце следващото се отделя след около два до осем дни по-късно. Същите са с размери 0,41 – 0,50 mm и съпоставено с размера на родителското тяло представляват едни от най-големите яйца сред мекотелите. Излюпването на малките е от 1 до 34 дни. Първоначално малките растат бързо до достигане на размери 1,3 – 1,4 mm, което е и достигането на половата им зрялост.